# 克爾卡塔山 (阿雷基帕-莫克瓜)
16°29′55″S 71°0′46″W / 16.49861°S 71.01278°W
克爾卡塔山（Qillqata），是秘魯的山峰，位於該國南部阿雷基帕大區的阿雷基帕省和莫克瓜大區的桑切斯將軍山省，屬於安第斯山脈的一部分，處於薩利納斯湖東南面，海拔高度約5,200米。